# Darko Novaković
Darko Novaković (Zagreb, 14. siječnja 1953.), hrvatski akademik.

## Životopis
Diplomirao je 1975. te doktorirao 1981. na Filozofskome fakultetu Sveučilišta u Zagrebu, gdje je od 1990. do 2018. bio redoviti profesor na Odsjeku za klasičnu filologiju, u više navrata i predstojnik Katedre za latinski jezik i rimsku književnost tog odsjeka. Redoviti je član Hrvatske akademije znanosti i umjetnosti od 2008.
Bavi se antičkom književnom teorijom, retorikom, učenjima o stilu, antičkim romanom (osobito grčkim), grotesknom komikom u antičkim tekstovima. 
Iz područja klasične filologije objavio više dvojezičnih izdanja grčkih i rimskih autora (romani Ksenfonta Efeškoga i Haritona, anonimni Lukije ili magarac, Senekina Apokolokintoza, Plautovi Trgovac i Perzijanac, anonimna Pripovijest o Apoloniju, kralju tirskom). 
Posebno se baveći hrvatskim latinizmom, otkrio je u hrvatskoj znanosti nepoznate rukopisne tekstove Filipa Zadranina, Jurja Šižgorića, Jerolima Bartučevića, Benedikta Kotruljevića, Didaka Pira, Ivana Gučetića, Antuna, Mihovila i Fausta Vrančića. U Londonu otkrio Marulićev Životopis sv. Jeronima (Vita diui Hieronymi), a u Glasgowu kodeks s nepoznatim Marulićevim latinskim pjesmama (Epigrammata) te priredio njihova prva izdanja.  
Suosnivač je časopisa Latina et Graeca (1973-), istoimene biblioteke dvojezičnih izdanja (1979-) i istoimenoga Instituta za klasične jezike i antičku civilizaciju (2006-).